# 福岡県道61号小倉中間線
福岡県道61号小倉中間線（ふくおかけんどう61ごう こくらなかません）は、福岡県北九州市小倉南区から中間市に至る県道（主要地方道）である。

## 概要
北九州市小倉南区徳吉西3丁目から中間市中間3丁目に至る。山越え道である。起点付近は田園地帯で有名な合馬たけのこの産地でもある。以降終点に向かって急勾配かつ道幅の狭い峠道が続く。合馬峠を越えるといったん八幡東区田代地区で上り坂は終了するものの、「畑トンネル」を抜けてからは下り坂となる。こちらもカーブの連続で、難所である。国道211号との交差以降は住宅地を走る道路である。冬期には積雪あるいは凍結でチェーン規制が実施されることが多い。また、霧が発生することも多々ある。
上香月地区の都市高速4号・山陽新幹線のガードをくぐった後から香月交番横交点まで、急に道幅が狭くなる。
中間市弥生地区から中間市本町交点までの区間は旧国鉄香月線の線路跡である。

### 路線データ
- 起点：福岡県北九州市小倉南区徳吉西3丁目（徳光交差点、国道322号交点）
- 終点：福岡県中間市中間3丁目（本町交差点、福岡県道48号中間引野線交点）

## 歴史
- 1993年（平成5年）5月11日 - 建設省から、県道小倉中間線が小倉中間線として主要地方道に指定される[1]。

## 路線状況

### 重複区間
- 福岡県道280号植木上上津役線（北九州市八幡西区香月中央2丁目）

### 道路施設

#### 橋梁
- 砂入橋（合馬川、北九州市小倉南区）
- 藪田橋（合馬川、北九州市小倉南区）
- 藪田小橋（合馬川、北九州市小倉南区）
- 狸川橋（狸川、北九州市小倉南区）
- 瀬戸口橋（合馬川、北九州市小倉南区）
- 新麻生橋（合馬川、北九州市小倉南区）
- 音瀧橋（黒川、北九州市八幡西区）
- 奥畑橋（北九州市八幡西区）
- 猿渡橋（黒川、北九州市八幡西区）
- 金水橋（黒川、北九州市八幡西区）

#### トンネル
- 畑隧道：延長267 m、1967年（昭和42年）竣工、北九州市八幡東区 - 北九州市八幡西区

## 地理

### 通過する自治体
- 福岡県
  - 北九州市（小倉南区 - 八幡東区 - 八幡西区） - 中間市

### 交差する道路
| 交差する道路                             | 市町村名 | 市町村名 | 交差する場所  | 交差する場所       |
| ---------------------------------------- | -------- | -------- | ------------- | ------------------ |
| 国道322号                                | 北九州市 | 小倉南区 | 徳吉西3丁目   | 徳光交差点 / 起点  |
| 福岡県道258号呼野道原徳吉線              | 北九州市 | 小倉南区 | 徳吉西3丁目   | 両谷出張所交差点   |
| 福岡県道269号合馬長行線                  | 北九州市 | 小倉南区 | 大字合馬      |                    |
| 福岡県道62号北九州小竹線                 | 北九州市 | 八幡東区 | 田代町        |                    |
| 国道211号                                | 北九州市 | 八幡東区 | 下畑町        | 香月東口交差点     |
| 国道200号                                | 北九州市 | 八幡西区 | 池田2丁目     | 池田二丁目交差点   |
| 国道200号                                | 北九州市 | 八幡西区 | 上香月4丁目   | 上香月四丁目交差点 |
| 福岡県道280号植木上上津役線 重複区間起点 | 北九州市 | 八幡西区 | 香月中央2丁目 |                    |
| 福岡県道280号植木上上津役線 重複区間終点 | 北九州市 | 八幡西区 | 香月中央2丁目 |                    |
| 福岡県道48号中間引野線                   | 中間市   | 中間市   | 中間3丁目     | 本町交差点 / 終点  |

### 交差する鉄道
- 山陽新幹線
- 筑豊電気鉄道線

### 沿線
- 西谷郵便局
- 北九州市立菅生中学校
- 北九州市立合馬小学校
- 合馬たけのこ産地
- 北九州市立たしろ少年自然の家
- 九州民芸村・河内貯水池
- 九州電力北九州変電所
- 畑貯水池
- 畑観音
- E3 九州自動車道
  - 4 八幡IC
  - 3 小倉南IC
- 北九州都市高速道路
  - 413 馬場山出入口
  - 414 金剛出入口
- 香月郵便局
- 北九州市立香月小学校
- 香月中央公園
- 西鉄バス北九州・香月自動車営業所
- 筑豊電気鉄道線 筑豊香月駅
- 中間消防署
- 中間市役所